# Sigerik
Sigerik (alternative stavemåder omfatter Sigeric, Sigerich og Sigerico) blev visigoternes konge, da Ataulf blev myrdet i 415. Han nåede kun at regere nogle få dage, og hans regeringstid må derfor ses som en parentes i visigoternes historie.

## Visigoterne i 415
Visigoternes situation ved Ataulfs død i 415 var lige så uafklaret, som da han svoger Alarik døde i 410: Visigoterne havde regionens stærkeste hær, men de manglede et landområde, der kunne brødføde dem. Det var netop manglen på mad, der havde tvunget dem fra Sydfrankrig til Nordspanien, og i sommeren 415 var der så meget utilfredshed med kong Ataulf, at det udløste et mordforsøg, som resulterede i hans død få dage senere.

## Sigeriks regeringstid
Sigerik var af høvdingeslægt, og kilderne fortæller, at han var bror til Sarus, som havde været i romersk tjeneste efter tilsyneladende at have tabt en magtkamp til Alarik, mens visigoterne stadig opholdt sig på Balkan. Der var altså ondt blod mellem de to slægter, og Peter Heather udelukker ikke, at Sigerik kan have haft en finger med i spillet i attentatet på Ataulf. Da Sigerik kom til magten, hævnede han sig straks på Ataulfs familie. Krønikerne fortæller, at Sigerik henrettede Ataulfs børn fra et tidligere ægteskab og at han nedværdigede Ataulfs enke, Galla Placidia, ved at lade hende vandre sammen med de fanger, der blev drevet foran hans følge. Ataulfs bror blev ligeledes henrettet. Sigerik holdt imidlertid kun i syv dage. Så blev han også myrdet og afløst af Wallia, der tilsyneladende ikke havde familiære forbindelser til nogen af de foregående konger.